# Chondrostoma knerii
The Neretvan Nase (Chondrostoma knerii) (tiếng Anh thường gọi là Dalmatian Nase) là một loài cá vây tia trong họ Cyprinidae.
Nó được tìm thấy ở Bosna và Hercegovina và Croatia.
Môi trường sống tự nhiên của nó là các con sông.
Nó bị đe dọa do mất môi trường sống and pollution.